# Lenting
Lenting – miejscowość i gmina w Niemczech, w kraju związkowym Bawaria, w rejencji Górna Bawaria, w regionie Ingolstadt, w powiecie Eichstätt. Leży około 23 km na południowy wschód od Eichstätt, koło Ingolstadtu, przy autostradzie A9 i linii kolejowej Ingolstadt – Altmannstein.

## Demografia
| Rok  | Liczba mieszk. |
| ---- | -------------- |
| 1970 | 2802           |
| 1987 | 3826           |
| 2000 | 4702           |
| 2005 | 4772           |

### Struktura wiekowa
Dane o ludności z 31 grudnia 2008:
| Opis                                | Ogółem | Ogółem | Kobiety | Kobiety | Mężczyźni | Mężczyźni |
| ----------------------------------- | ------ | ------ | ------- | ------- | --------- | --------- |
| Jednostka                           | osób   | %      | osób    | %       | osób      | %         |
| Populacja                           | 4772   | 100    | 2377    | 49,81   | 2395      | 50,19     |
| Wiek przedprodukcyjny (0–17 lat)    | 924    | 19,36  | 444     | 9,3     | 480       | 10,06     |
| Wiek produkcyjny (18–65 lat)        | 3009   | 63,06  | 1495    | 31,33   | 1514      | 31,73     |
| Wiek poprodukcyjny (powyżej 65 lat) | 839    | 17,58  | 438     | 9,18    | 401       | 8,4       |

## Polityka
Wójtem od 1994 jest Ludwig Wittmann, (SPD). Rada gminy składa się z 16 osób.
|      | CSU | SPD | FW | Razem |
| 2008 | 7   | 6   | 3  | 16    |
| 2002 | 8   | 6   | 2  | 16    |

### Oświata
W gminie znajdują się dwa przedszkola (215 miejsc), szkoła podstawowa i Hauptschule (33 nauczycieli, 560 uczniów).